# 斯托羅涅齊河
斯托羅内茨河（烏克蘭語：Сторонець），是烏克蘭西南部的河流，屬於普季爾卡河的支流。該河流經切爾尼夫齊州的維日尼察區，河道全長12公里，流域面積26.9平方公里。